# Rewolwer S&W Model 19
Smith & Wesson Model 19 – amerykański rewolwer produkowany przez przedsiębiorstwo Smith & Wesson. Broń produkowana była w latach 1957-1999. Podstawowym typem amunicji przeznaczonym do rewolweru jest nabój .357 Magnum.